# Don't Look Back in Anger
〈Don't Look Back in Anger〉는 영국의 록 밴드 오아시스의 곡이다. 밴드의 리드 기타리스트이자 주요 작곡가인 노엘 갤러거가 작곡하였으며, 갤러거와 오언 모리스가 공동으로 프로듀싱하였다. 1996년 2월 19일, 크리에이션 레코드를 통해 두 번째 스튜디오 음반 《(What's the Story) Morning Glory?》 (1995년)의 다섯 번째 싱글로 발매되었다. 이 곡은 오아시스의 두 번째 영국 싱글 차트 1위 곡이 되었으며, 영국에서 다섯 배 플래티넘 인증을 받았다. 〈Don't Look Back in Anger〉는 노엘 갤러거가 처음으로 리드 보컬을 맡은 오아시스의 싱글로, 이전까지 그는 B-사이드 트랙에서만 리드 보컬을 맡아왔다. 이후 그는 여섯 장의 싱글에서 추가로 리드 보컬을 맡게 된다. 뮤직 비디오는 나이절 딕이 감독하였으며, 대저택에서 밴드가 연주하고 다수의 여성이 등장하는 장면들로 구성되어 있다.
이 곡은 밴드를 대표하는 곡 중 하나로, 발매 이후 2009년 밴드가 해체될 때까지 거의 모든 라이브 공연에서 연주되었다. 2012년에는 《NME》가 선정한 "가장 폭발적인 후렴구 50곡" 목록에서 1위를 차지했으며, 같은 해에는 오피셜 차트 컴퍼니의 60주년을 기념한 대중 투표에서 지난 60년간 가장 인기 있었던 1위 싱글 중 네 번째로 선정되었다. 2015년에는 《롤링 스톤》 독자 투표에서 펄프의 〈Common People〉에 이어 두 번째로 위대한 브릿팝 곡으로 선정되었다. 2017년 5월 29일, 앱솔루트 라디오 나인티스는 노엘 갤러거의 50번째 생일을 기념하여 그가 작곡한 곡 가운데 최고의 50곡을 집계하는 프로그램을 방송했으며, 이 곡은 1위로 선정되었다. 2020년 8월, 이 곡은 방송국 개국 10주년을 기념하여 앱솔루트 라디오 나인티스 청취자들이 뽑은 1990년대 최고의 곡으로 선정되었다. 2025년, 〈Don't Look Back in Anger〉는 오아시스의 곡 중 〈Wonderwall〉에 이어 스포티파이에서 10억 스트리밍을 돌파한 두 번째 곡이 되었다.

## 배경 및 작곡 과정
노엘 갤러거는 이 곡을 처음 썼을 당시 그 가능성에 매우 흥분한 나머지, 완성되지 않은 상태의 버전을 어쿠스틱 세트로 공연에서 선보였다. 그는 1995년 4월 22일, 셰필드 아레나에서 열린 오아시스 콘서트에서 아직 두 번째 벌스가 없고 가사에도 약간의 차이가 있는 미완성 버전을 연주했다. 당시 그는 이 곡을 불과 며칠 전인 화요일, 즉 1995년 4월 18일에 썼다고 밝히며, 아직 제목조차 정하지 않았다고 말했다.
노엘 갤러거는 이 곡에 대해 "이 곡은 〈All the Young Dudes〉와 비틀즈가 했을 법한 무언가의 교차점 같은 느낌을 준다"고 말했다. 곡에서 언급된 "샐리"라는 인물에 대해 그는 "사실 샐리라는 사람을 아는 것은 아니다. 그저 맞는 단어였고, 여자 이름 하나 넣는 것도 괜찮을 것 같아서 넣었다"고 말했다. 그는 이 곡에 대해 "어제 했을지도 모를 말이나 행동에 대해 화내지 않는 내용이다. 지금 이 순간에 꽤 적절하다. 과거를 돌아보는 것보다 앞으로 나아가는 것에 관한 곡이다. 나는 과거를 돌아보거나 '그랬다면 어땠을까'라고 말하는 사람들을 싫어한다"고 설명했다. 오아시스는 이후 이 곡의 제목이 데이비드 보위의 1979년 곡 〈Look Back in Anger〉 (《Lodger》 수록)에서 따온 것이라고 밝혔다.
2007년 8월, 갤러거는 《언컷》 매거진과의 인터뷰에서 "우리는 버브와 함께 파리에서 공연 중이었고, 그때 이 곡의 코드들을 가지고 작곡을 시작했어. 이틀 후에 우리 첫 대형 아레나 공연이 예정되어 있었거든, 지금은 셰필드 아레나라고 불리는 곳에서. 사운드체크 때 어쿠스틱 기타를 치고 있는데, 리암이 '뭐 부르고 있어?' 하고 묻더라고. 사실 난 노래를 부르는 게 아니라 그냥 즉흥으로 만들어가고 있었거든. 그러더니 리암이 "'So Sally can wait' 부르는 거야?" 하길래 '와, 이거 정말 괜찮다!' 싶어서 그 부분을 부르기 시작했지. 그리고 드레싱룸에 돌아가서 바로 곡을 완성했어. 정말 빠르게 진행된 기억이 나."고 말했다. 갤러거는 오아시스의 2005년 싱글 〈Lyla〉의 주인공 "라이라"가 샐리의 여동생이라고 주장한다. 《Stop the Clocks》 스페셜 에디션 DVD 인터뷰에서는 한 소녀가 다가와 "샐리가 스톤 로지스의 곡 〈Sally Cinnamon〉에 나오는 그 샐리냐"고 물었다고 밝혔으며, 이에 대해 "그런 생각은 해본 적 없지만, 좋은 참조인 것 같다"고 답했다.

## 인증
| 국가                                                            | 인증        | 판매량/출하량 |
| --------------------------------------------------------------- | ----------- | ------------- |
| 덴마크 (IFPI Danmark)                                           | 골드        | 45,000        |
| 이탈리아 (FIMI)                                                 | 2× 플래티넘 | 140,000       |
| 일본 (RIAJ) Digital single                                      | 플래티넘    | 250,000*      |
| 뉴질랜드 (RMNZ)                                                 | 2× 플래티넘 | 20,000        |
| 스페인 (PROMUSICAE)                                             | 플래티넘    | 50,000        |
| 영국 (BPI)                                                      | 6× 플래티넘 | 3,600,000     |
| *판매량을 기반으로 한 인증 · 판매량+스트리밍을 기반으로 한 인증 |             |               |